# Concours Eurovision des jeunes musiciens 1988
- Pays participants qualifiés pour la finale
- Pays participants non qualifiés pour la finale
- Pays ayant participé dans le passé, mais pas en 1988

Copenhague 1986 Vienne 1990
Le Concours Eurovision des jeunes musiciens 1988 est la quatrième édition de ce concours. La finale est organisée au Concertgebouw à Amsterdam, aux Pays-Bas le 31 mai 1988. 
Des jeunes musiciens de 6 pays participèrent à la finale télévisée de cette édition. 
L'Autriche remporte son premier titre avec un concerto pour violon joué par Julian Rachlin, composé par le violoniste polonais du XIXe siècle, Henryk Wieniawski. Le pianiste norvégien Leif Ove Andsnes termine à la seconde place et le violoniste italien Domenico Nordio complète le podium.

## Concours

### Demi-finale
| Pays                 | Musicien            | Instrument     | Rang     |
| -------------------- | ------------------- | -------------- | -------- |
| Allemagne de l'Ouest | Nikolai Schneider   | Violoncelle    | qualifié |
| Autriche             | Julian Rachlin      | Violon         | qualifié |
| Belgique             | Eliane Reyes        | Piano          | éliminé  |
| Chypre               | Plotinos Mikromatis | Piano          | éliminé  |
| Danemark             | Nikolaj Znaider     | Violon         | éliminé  |
| Espagne              | José Ramon Mendez   | Piano          | éliminé  |
| Finlande             | Jan Söderblom       | Violon         | qualifié |
| France T             | Henri Demarquette   | Violoncelle    | éliminé  |
| Irlande              | Dearbha Collins     | Piano          | éliminé  |
| Italie               | Domenico Nordio     | Violon         | qualifié |
| Norvège              | Leif Ove Andsnes    | Piano          | qualifié |
| Pays-Bas H           | Wibi Soerjadi       | Piano          | éliminé  |
| Royaume-Uni          | David Pyatt         | Cor d'harmonie | qualifié |
| Suède                | Henrik Peterson     | Violon         | éliminé  |
| Suisse               | David Riniker       | Violoncelle    | éliminé  |
| Yougoslavie          | Violeta Smailovic   | Violon         | éliminé  |

### Finale
| Ordre | Pays                 | Musicien          | Instrument     | Rang |
| ----- | -------------------- | ----------------- | -------------- | ---- |
| 1     | Finlande             | Jan Söderblom     | Violon         | -    |
| 2     | Royaume-Uni          | David Pyatt       | Cor d'harmonie | -    |
| 3     | Italie               | Domenico Nordio   | Violon         | 3    |
| 4     | Allemagne de l'Ouest | Nikolai Schneider | Violoncelle    | -    |
| 5     | Autriche             | Julian Rachlin    | Violon         | 1    |
| 6     | Norvège              | Leif Ove Andsnes  | Piano          | 2    |

## Membres du jury
Pour cette 4e édition, les 9 membres du jury issus de 8 pays différents sont:
- – Elmar Weingarten
- – Anette Faaborg
- – Osmo Vänskä
- – Pascal Rogé
- – Roberto Benzi (président du jury)
- – Marco Riaskoff
- – Herman Krebbers
- – William Pleeth
- – Sören Hermansson